# Rauch (Buenos Aires)
Rauch is een plaats in het Argentijnse bestuurlijke gebied Rauch in de provincie Buenos Aires. De plaats telt 11.483 inwoners.